# Porgy och Bess

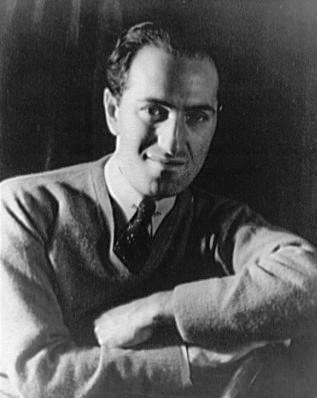
George Gershwin 1937.

Porgy och Bess (engelska: Porgy and Bess) är en opera (“ An American Folk Opera”) i tre akter med musik av George Gershwin. Librettot av Ira Gershwin bygger på romanen Porgy av Dorothy och DuBose Heyward från 1925 (uppsatt som en teaterproduktion 1927).

## Historia
Det var inte självklart att Gershwin ur den mångskiftande amerikanska folkmusiken skulle komma att välja den afroamerikanska som källa för sin musik. Han hade egentligen med större historisk rätt kunnat framhålla den indianska folkloren som uramerikansk, och även den vita befolkningen hade en, visserligen mycket blandad, men ändå egen folkmusik.
Gershwin hade länge ambitionen att skriva en folkopera och han insåg att romanen Porgy var en idealisk text. Redan 1926 hade han fått författarens tillåtelse att använda den, men arbetet med operan påbörjades först 1932. För att få rätt lokalfärg tillbringade han 1934 nästan ett år på Folly Island utanför Charleston, där operan utspelar sig. Därmed har operan fått en äkthet i såväl miljöskildringen som framställningen av den svarta befolkningens liv.
Operan hade sin förpremiär den 30 september 1935, på Colonial Theatre i Boston, och mottogs där med stor entusiasm. Vid den officiella premiären på Alvin Theatre i New York 10 oktober samma år var publiken mer skeptisk. Det ansågs vara en blandning av opera och musikal och hade svårt att vinna fotfäste på den amerikanska repertoaren. År 1943 ägde den europeiska premiären rum i Köpenhamn mitt under ockupationen och de tyska myndigheterna försökte hindra uppförandet av denna "judiska negeropera" men först efter 22 föreställningar lyckades de stoppa den. 1952 reste en amerikansk ensemble med William Warfield och Leontyne Price i huvudrollerna på en Europaturné med operan, som snart kom att stå på alla de ledande operascenernas affischer.

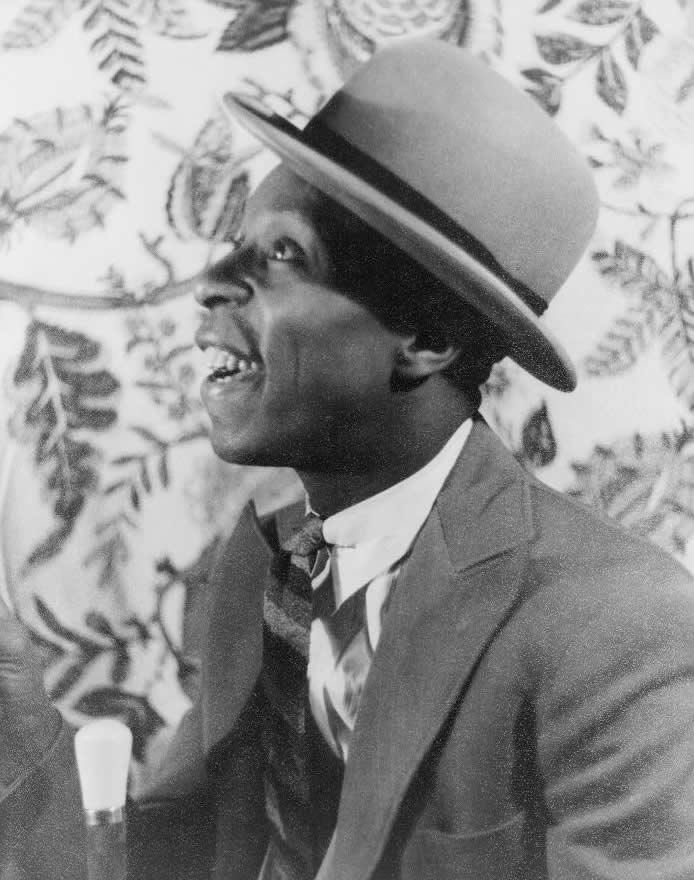
John W. Bubbles som Sportin' Life 1935.

Den svenska premiären var en radiouppsättning som sändes den 6 januari 1947. Första svenska scenuppsättning ägde rum på Stora Teatern, Göteborg 1948. Styrbjörn Lindedal hade översatt texten till svenska och dirigerade också uppsättningen.

## Personer
- Porgy, krympling (basbaryton)
- Bess, först Crowns flickvän, sedan Porgys (sopran)
- Sportin' Life, kokainhandlare (tenor)
- Crown, hamnarbetare (baryton)
- Jake, fiskare (baryton)
- Clara, hans hustru (sopran)
- Robbins, en ung fiskare (baryton)
- Serena, hans hustru (sopran)
- Jim, Nelson och Mingo, fiskare (tenorer)
- Lilly och Annie (2 mezzosopraner)
- Scipio, en yngling (talroll)
- Jordgubbsförsäljerskan (mezzosopran)
- Skaldjursförsäljerskan (tenor)
- Mr. Archdale, en vit advokat (talroll)
- Simon Frazier, en svart advokat (baryton)
- Rättsläkaren (baryton)
- Peter, honungsförsäljare (tenor)

En coroner, en detektiv och en polis (talroller)

## Handling
Akt I
Invånarna i det förfallna huset på Catfish Row i Charleston, South Carolina sitter i trädgården och njuter av sommarvärmen. Clara sjunger för sitt barn ("Summertime an' the livin' is easy"), och de andra spelar kort. Då invaliden Porgy kommer i sin lilla vagn dragen av en get retar de andra honom för hans intresse för Bess, som är hamnarbetaren Crowns kvinna, och han beklagar sig över sin ensamma tillvaro. Kort därpå kommer Bess i sällskap med Crown, som sätter sig hos några och spelar tärning. Han förlorar till Robbins och blir så ursinnig på honom att han går till anfall med sin stuvarkrok och slår ihjäl honom. Bess ger Crown pengar så att han kan fly, men han svär att komma tillbaka. Sportin' Life vill att Bess skall följa med till New York men hon vill hellre vara kvar på Catfish Row. Då hörs polisvisslorna och alla drar sig in till sig. Det är bara Bess som inte har någonstans att gå in eftersom de andra kvinnorna ringaktar henne för hennes livsföring, men Porgy ger henne tak över huvudet.
Det hålls likvaka över Robbins i hans lägenhet och änkan samlar in pengar till begravningen. Hon vill inte ta emot Bess bidrag förrän hon får veta att pengarna kommer från Porgy. Polisen pressar på för att få Robbins i graven, annars kommer kroppen att lämnas till en anatomisk institution. Begravningsentreprenören är inte nöjd med de insamlade pengarna, men han ger med sig när alla ber honom att ta hand om begravningen.
Akt II

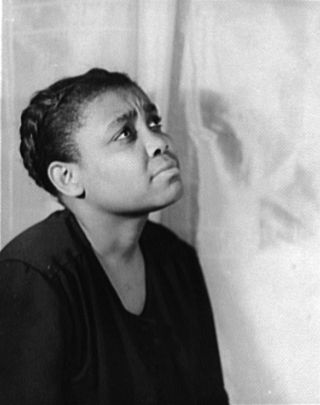
Ruby Elzy som Serena 1935.

Bess har blivit kvar hos Porgy ("I got plenty o' nuttin"), som hon har börjat hålla av, och för att kunna gifta sig med henne köper han ett skilsmässointyg åt henne ("Bess, you is my woman now") men när det visar sig att hon aldrig har varit gift med Crown kräver advokaten dubbelt arvode. Husets invånare planerar den årliga utflykten till Kittiwah Island men Bess vill hellre stanna hemma hos Porgy. Han lyckas dock övertala henne att följa med de andra och ha lite roligt.
På ön roar sig alla. Sportin' Life sjunger en hädisk visa som Robbins änka Serena blir förargad över ("It Aint Necessarily So"). Hon föreslår att de skall återvända hem. Just som ångaren skall lägga ut blir Bess kvarhållen av Crown, som har hållit sig gömd på ön. Hon försöker berätta för honom att hon nu är Porgys kvinna men hon kan inte motstå sin förre älskare och stannar på ön med honom.
Några dagar senare kommer Bess tillbaka till Porgy men är sjuk i feber. Serena botar henne med bön och Bess erkänner för Porgy att hon har varit tillsammans med Crown igen och lovat återvända till Kittiwah Island. Ett oväder bryter ut till stor oro för Clara vars man Jake är ute på havet. Folket på Catfish Row samlas hos Serena. Det knackar på dörren och i sin rädsla tror de att det är döden som har kommit för att hämta dem ("Oh there's somebody knocking at the door"), men det är Crown som har tröttnat på att vänta på Bess och simmat över från ön efter henne. I detsamma hörs ett skrik, och Clara tittar ut genom fönstret och ser att Jakes båt har kantrat. Hon skyndar ut följd av Crown och överlämnar barnet i Bess vård.
Akt III
Alla sörjer Jake och de andra fiskarna som har drunknat i stormen och tror att även Crown omkommit. Det är bara Sportin' Life som förmodar att han har överlevt. På kvällen kommer Crown mycket riktigt smygande men Porgy öppnar sitt fönster, sticker sin dolk i honom och stryper honom sedan. Polisen kommer och vill först gripa Serena för att hon dödat sin mans mördare, men hon har ett vattentätt alibi. I stället tar de med sig Porgy som skall identifiera den döde. Nu när han är borta ser Sportin' Life sin chans att få Bess med sig till New York, men hon avvisar honom på nytt. Han vet att hon tidigare varit beroende av droger och lägger nu ett paket kokain på hennes tröskel ("There's a boat dat's leavin' soon for New York"). Porgy hålls kvar hos polisen en vecka därför att han, vidskeplig som han är, vägrat öppna ögonen under likbesiktningen. Nu är han fri, men Bess är borta ("Oh Bess, Oh Where's my Bess?"). Han får veta av de andra att hon har rest sin väg med Sportin' Life och han spänner geten för sin lilla kärra och beger sig den långa vägen till New York efter henne ("Oh, Lawd, I'm on my way").

## Kända musikstycken
- Akt 1. Summertime (Clara); A woman is a sometime thing (Jake); My man's gone now (Serena); I got plenty o' nuttin'  (Porgy); Bess you is my woman now (Porgy och Bess).
- Akt 2. It ain't necessarily so (Sporting Life); I love you, Porgy (Bess).
- Akt 3. There's a boat dat's leavin' soon for New York (Sporting Life); I'm on my way (Porgy).

## Filmatisering
Porgy och Bess filmatiserades 1959 av Otto Preminger, som Porgy and Bess, i titelrollerna ses där Sidney Poitier och Dorothy Dandridge.